# Нижний Тарбагатай (село)
Нижний Тарбагатай — село Петровск-Забайкальского района Забайкальского края России. Входит в сельское поселение Тарбагатайское.

## География
Примыкает с запада к селу Тарбагатай.

## Климат
Климат резко континентальный с холодной зимой и относительно теплым летом. Среднегодовая температура отрицательная. Зима длительная (до 180 дней), холодная; среднегодовая температура воздуха в г. Петровск-Забайкальске (по среднемноголетним данным) составляет −26 °С, −27 °С (при абсолютном минимуме −55 °С). Снежный покров за зиму может достигать 17 см (иногда до 24 см). Продолжительность лета до 115 дней; среднеиюльская температура воздуха составляет +16 °С, +17 °С при максимальном её значении +38 °С. Безморозный период составляет от 60 до 80 дней, вегетационный — до 80—100 дней.

## Население
| 2021 |
| ---- |
| 5    |

## История
Основано в 2013 году. Фактически выделение нового населённого пункта из села Тарбагатай носит формальный характер. На федеральном уровне соответствующее наименование ему было присвоено Распоряжением Правительства России от 13 мая 2015 года № 860-р.